# 페이콤 센터
페이콤 센터(영어: Paycom Center)는 미국 오클라호마주 오클라호마시티에 위치한 실내 경기장이다. 과거 CHL 오클라호마시티 블레이저스의 홈경기장으로 사용했고, 2005년부터 2007년까지 허리케인 카트리나로 인해 NBA 뉴올리언스/오클라호마시티 호니츠의 임시 홈경기장으로 사용했다. 현재 NBA 오클라호마시티 선더와 G 리그 오클라호마시티 블루의 홈경기장으로 사용되고 있다.